# ادبیات سوئدی
ادبیات سوئدی (به سوئدی: Svensk litteratur) به ادبیاتی که به زبان سوئدی یا توسط نویسندگان سوئدی نوشته شده است، اشاره دارد.